# Ghanmi Feten
Ghanmi Feten – tunezyjska zapaśniczka walcząca w stylu wolnym. Srebrna medalistka mistrzostw Afryki w 2006 i czwarta w 2005 roku.